# Izaute (Midour)
Pour les articles homonymes, voir Izaute.
L'Izaute est une rivière du Gers, en France dans la région Occitanie et un sous-affluent de l'Adour par la Midouze.

## Géographie
L'Izaute prend sa source à Termes-d'Armagnac, et rejoint le Midour sur sa rive gauche, au sud de Monguilhem, après un parcours d'environ 27,3 km.

## Principales communes traversées
- Gers : Termes-d'Armagnac, Monlezun-d'Armagnac, Mormès, Saint-Martin-d'Armagnac, Arblade-le-Haut.

## Principaux affluents
- la Saule : 5,8 km ;
- la Madone : 5,9 km ;
- la Jurane.